# جزیره هانوفر جدید
جزیره هانوفر جدید (به لاتین: New Hanover Island) یک جزیره در پاپوآ گینه نو است که در استان ایرلند نو واقع شده‌است. جزیره هانوفر جدید ۱۷٬۱۶۰ نفر جمعیت دارد و ۹۰۰ متر بالاتر از سطح دریا واقع شده‌است.